# 鳩胸つるん
鳩胸 つるん（はとむね つるん）は、日本の漫画家。男性。愛知県出身。

## 来歴
幼少期から『ドラゴンボール』や絵を描くことが好きだった。小学生低学年の頃から漫画を描き始めた。小学5年生になるとバスケットボールに趣味が移り、大学4年生の頃まで漫画を描かなくなる。しかし、バスケを引退して就職活動の時期になると、かつて漫画家になりたかったことを思い出し、漫画家を本格的に志す。急に漫画を描いても画力が追い付かないため、比較的画力が低くても許されるギャグ漫画家志望となり、初めて描いたギャグ漫画を第74回（2011年上半期）赤塚賞に投稿して佳作を受賞。『ジャンプSQ』（集英社）編集者の玉田純一が担当になる。
その後、アルバイトをしながら月1本から週1本のペースでネームを持ち込んでいたが、6年間ほど連載を採れない時期が続いた。後に鳩胸はこの時期を「バスケに取られていた漫画への愛を取り戻した」時間であったと振り返っている。
漫画家を志した当初は、無個性な絵柄だが7〜8頭身のスラッとしたキャラクターを描いていた。『SQ』で連載獲得を目指す中、玉田からギャグ漫画として目立つために同誌の看板作品だった「『To LOVEる -とらぶる-』より裸の漫画を作ろう」とアドバイスを受ける。そこで露出狂を主人公に据え、下品にならないように対極にあると思われた少女漫画雑誌『別冊マーガレット』（集英社）のほぼ全連載作品を模写して絵柄に個性をつけた。こうしてできた読切版『剥き出しの白鳥』は『ジャンプSQ.CROWN』（集英社）2015 AUTUMNに掲載され、好評を得るも『SQ』編集部内では玉田以外から支持を得られず、連載にはいたらなかった。その後、玉田が『少年ジャンプ+』（集英社）に異動し、鳩胸も活動の拠点を同サイトに移す。誰か一人が強く推すことが重要な『少年ジャンプ+』編集会議で玉田によって『剥き出しの白鳥』が推され、連載が決まる。2017年12月より『少年ジャンプ+』で『剥き出しの白鳥』の連載を開始。同作は1巻だけの予定であったが続刊が決まるなど好評を博する。
『少年ジャンプ+』の人気作家が連載終了後に『週刊少年ジャンプ』（集英社）へ移籍する流れが見られる中、鳩胸も2019年9月から2020年8月まで『週刊少年ジャンプ』（集英社）で『ミタマセキュ霊ティ』を連載する。

## 人物
「鳩胸つるん」はペンネームで、「鳩胸」が苗字、「つるん」が名前である。考えたのは本人だが、担当編集の玉田はもっとかっこいい名前が良いと主張して白熱した議論になった。男性だが『ジャンプ+』新年会では、他の作家のほぼ全員に作風から「女性だと思ってた」と言われた。
模写のために『別冊マーガレット』を購読するが、途中から夢中になって毎号全作品を読むようになった。しかし購入特典の「イケメンしおり」のどれを選択するかレジで聞かれたときに我に返り、以降は集英社で借りてロビーで読むようになる。好きな「別マ」作品は『町田くんの世界』・『君に届け』。
学生時代はバスケットボール部だった。ポジションはパワーフォワード。そのため、いつかバスケットボール漫画を描きたいと語っている。
2024年8月28日放送『水曜日のダウンタウン』の「現在進行系でド派手なウソついてる人まあまあ存在する説」街頭インタビューで出演した。

## 作品
- 〈掲載誌〉SQ.C：ジャンプSQ.CROWN、J+：少年ジャンプ+、WJ：週刊少年ジャンプ（いずれも集英社）、それ以外は個別表記

| タイトル                 | 形式 | 掲載号                             | 収録    | 備考                                                      |
| ------------------------ | ---- | ---------------------------------- | ------- | --------------------------------------------------------- |
| 剥き出しの白鳥（読切版） | 読切 | SQ.C 2015 AUTUMN                   | -       | デビュー作 連載版の前身                                   |
| センチは続くよどこまでも | 読切 | SQ.C 2017 SPRING                   | -       | [ 8 ]                                                     |
| ほっと!キャット銭湯      | 読切 | SQ.C 2017 SUMMER                   | -       | [ 9 ]                                                     |
| 剥き出しの白鳥           | 連載 | J+ 2017年12月14日 - 2018年12月6日  | 全4巻   | [ 10 ]                                                    |
| 剥き出しの白鳥           | 読切 | WJ 2015年50号                      | -       | WJ出張版 同時掲載の『シンマイ新田イズム』と扉絵で共演     |
| 恥神バクロ               | 読切 | J+ 2018年6月14日                   | -       | WJ出張掲載のため過去作が掲載 「恥神」は「はじがみ」と読む |
| ミタマセキュ霊ティ       | 連載 | WJ 2019年40号 - 2020年36・37合併号 | 全5巻   |                                                           |
| なんのっこれしき！       | 読切 | J+ 2022年11月4日                   | -       |                                                           |
| 接客無双                 | 連載 | J+ 2023年3月26日 - 2023年12月3日   | 全4巻   |                                                           |
| すれち恋                 | 連載 | comicルクス Vol.1 -                |         |                                                           |
| チャックび〜んず         | 連載 | J+ 2025年3月2日 - 2025年8月3日     | 既刊1巻 |                                                           |

## インタビュー
- 2018年3月 yomina-hare「『剥き出しの白鳥』鳩胸つるんインタビュー　「『ToLOVEる』よりも裸」から白鳥くんは生まれた」[1]